# Jane Gail

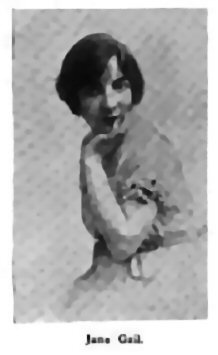
The Moving Picture World, 22 de noviembre de 1913.

Jane Gail (16 de agosto de 1890 – 30 de enero de 1963), nacida como Ethel S. Magee en Salem, Nueva York, fue una actriz estadounidense que trabajó a inicios de la época del cine mudo.

## Biografía
Gail es conocida por su aparición en la película Traffic in Souls (1913), además de su aparición en Dr. Jekyll and Mr. Hyde (1913), donde interpreta a Alice, la prometida de Dr. Jekyll (King Baggot). También apareció en la versión de 1912, aunque como extra.
Apareció en unas 19 películas entre 1912 y 1920. Gail había empezado a trabajar en Broadway, apareciendo en dos producciones, The Rack y The City. Tenía 30 años cuando hizo su última aparición en la gran pantalla en Bitter Fruit (1920). Nunca volvió a trabajar en la industria cinematográfica. Gail murió en San Petersburgo, Florida, el 30 de enero de 1963. Tenía 72 años.

## Filmografía
- Dr. Jekyll and Mr. Hyde (1912)
- Twixt Love and Ambition (1912)
- Dr. Jekyll and Mr. Hyde (1913)
- Traffic in Souls (1913)
- Gold Is Not All (1913) as The Girl
- Called Back (1914)
- The Difficult Way (1914)
- The Black Spot (1914)
- She Stoops to Conquer (1914)
- The Prisoner of Zenda (1915)
- Rupert of Hentzau (1915)
- 20,000 Leagues Under the Sea (1916)